# Водни ски
Водни ски е вид спорт или развлечение, когато даден човек е теглен зад моторна лодка с помощта на въже и имащ на краката си една или две ски.
Патент за водни ски е даден през 1841 година в Швеция, но никога след това не е използван.
Счита се че като спорт водните ски възникват през 1922 година Ралф Самулсен (Ralph Samuelson) използва две дъски (зимни ски) и въже за сушене на дрехи на езерото Папин в Лейк Сити, Минесота.